# Kilen (Struer)
Kilen är en lagun i Danmark. Den ligger nordväst om Struer i Region Mittjylland.
Kilen är en före detta fjordarm som skars av från Struer Bugt i Limfjorden år 1856 när en fördämning med väg, sedermera även järnväg, byggdes.
Kilen har bräckt vatten.